# Melipotes carolae
A Melipotes carolae a madarak osztályának verébalakúak (Passeriformes) rendjébe és a mézevőfélék (Meliphagidae) családjába tartozó faj.

## Rendszerezése
A fajt Bruce Beehler amerikai ornitológus írta le 2007-ben.

## Előfordulása
Új-Guinea nyugati részén, Indonézia területén honos. Természetes élőhelyei a szubtrópusi és trópusi hegyi esőerdők, valamint vidéki kertek. Állandó, nem vonuló faj.

## Megjelenése
Testhossza 22 centiméter körüli, testtömege 52,5–65 gramm.

## Életmódja
Főleg gyümölcsökkel táplálkozik.

## Természetvédelmi helyzete
Az elterjedési területe kicsi, egyedszáma ismeretlen, de még nem éri el a kritikus szintet. A Természetvédelmi Világszövetség Vörös listáján nem fenyegetett fajként szerepel.

## További információ
- Képek az interneten a fajról
- Xeno-canto.org - a faj hangja és elterjedési térképe